# Leptohymenium tenue
Leptohymenium tenue är en bladmossart som beskrevs av Schwaegrichen 1828. Leptohymenium tenue ingår i släktet Leptohymenium och familjen Hylocomiaceae. Inga underarter finns listade i Catalogue of Life.